# Derivata di Siria
La Capra Derivata di Siria (o Rossa Mediterranea) è una varietà derivata dalle capre di Siria.  Viene allevata spesso in Sicilia e nel sud Italia.